# 보네르섬의 코로나19 범유행
보네르섬의 코로나19 범유행은 2020년 4월 16일에 처음 보고되었다. 4월 28일 모든 확진자가 완치되었다. 7월 14일, 두 명의 신규 확진자가 발생하였고, 8월 13일 모든 확진자가 완치되었다.

## 배경
2020년 1월 12일, 세계보건기구는 2019년 12월 31일에 WHO에 보고된 중국 후베이성 우한시의 인구 집단에서 코로나19가 호흡기 질환의 원인임을 확인했다.
코로나19가 2003년 사스보다는 치명률이 훨씬 낮지만, 총 사망자 수가 상당할 정도로 감염 경로는 훨씬 더 컸다.

## 같이 보기
- 아루바의 코로나19 범유행
- 퀴라소의 코로나19 범유행